# Associazione Sportiva Casalotti 1980-1981
Questa voce raccoglie le informazioni riguardanti l'Associazione Sportiva Casalotti nelle competizioni ufficiali della stagione 1980-1981.

## Rosa
| N. |                   | Ruolo | Calciatore          |
| -- | ----------------- | ----- | ------------------- |
|    | Italia (bandiera) | P     | Maurizio Valeri     |
|    | Italia (bandiera) | D     | Fabio Aghilarre     |
|    | Italia (bandiera) | D     | Maurizio Giuntella  |
|    | Italia (bandiera) | D     | Alberto Graziani    |
|    | Italia (bandiera) | D     | Generoso Pellegrini |
|    | Italia (bandiera) | D     | Fabio Santilli      |
|    | Italia (bandiera) | C     | Leonardo Casarelli  |
|    | Italia (bandiera) | C     | Maurizio Di Cosimo  |
|    | Italia (bandiera) | C     | Alessandro Madocci  |
|    | Italia (bandiera) | C     | Valentino Martino   |
|    | Italia (bandiera) | C     | Alberto Olivieri    |

| N. |                   | Ruolo | Calciatore          |
| -- | ----------------- | ----- | ------------------- |
|    | Italia (bandiera) | C     | Antenore Perbellini |
|    | Italia (bandiera) | C     | Pietro Sbaccanti    |
|    | Italia (bandiera) | C     | Alessandro Veracini |
|    | Italia (bandiera) | A     | Massimo Gori        |
|    | Italia (bandiera) | A     | Claudio Indorante   |
|    | Italia (bandiera) | A     | Massimo Palermo     |
|    | Italia (bandiera) | A     | Marco Rosa          |
|    | Italia (bandiera) | A     | Mario Valentini     |
|    | Italia (bandiera) |       | Bontempi            |
|    | Italia (bandiera) |       | Mariani             |